# Myllokunmingia
Myllokunmingia es un cordado del Cámbrico Inferior, supuestamente un vertebrado, aunque existen ciertas dudas. Se trataría del vertebrado más antiguo que se conoce. Sus  restos fósiles se hallaron en los Esquistos de Maotianshan, cerca de Haikou, en la localidad de Kunming, de provincia de Yunnan (China), que tienen una antigüedad de 530 millones de años.

## Características
Se asemejaba a los actuales mixinos, y medía 28 mm de longitud y unos 6 mm de altura. Tanto su cráneo como sus estructuras esqueléticas eran cartilaginosas, al igual que las lampreas. No existe ningún indicio de mineralización de los elementos del esqueleto (proceso denominado biomineralización).
Este animal tiene la cabeza y el tronco diferenciados, con una aleta dorsal y otra ventral carentes de radios. La cabeza posee unas cinco o seis branquias. En el tórax se encuentran 25 segmentos en forma de "V" apuntando hacia detrás. Posee también una cuerda dorsal, una faringe, un tubo digestivo que, probablemente, llegaba hasta la punta de la cola. No se ha podido identificar con claridad la boca, y es muy posible que tuviera una cavidad pericárdica. Solo se ha podido encontrar un espécimen con la cola hallada enterrada en el sedimento.
Haikouichthys es otra criatura similar hallada en los mismos esquistos, donde también se han encontrado otros posibles hemicordados (uno de los cordados más primitivos).